# FC Dallas
El FC Dallas és un club de futbol professional de la ciutat de Dallas, situat al suburbi de Frisco (Texas), Estats Units, equip de laMajor League Soccer des de 1996, és un dels seus clubs fundadors.
La seva seu és el Toyota Stadium, un nou estadi específic de futbol inaugurat el 2005. L'equip juga amb samarreta vermella amb ratlles blanques horitzontals i pantalons vermells a casa. A fora juga amb samarreta blava amb ratlles blanques i pantalons blaus.

## Història
El club fou fundat el 1995 amb el nom de Dallas Burn però l'any 2005 adoptà el nom actual. És un dels clubs fundadors de l'MLS, el 1997 va aconseguir guanyar la US Open Cup, però va perdre dues finals d'aquesta copa el 2005 i el 2007. I el 2006 va ser campió de la Conferència Oest en la lliga regular però va perdre la final de conferència amb el Chivas USA. A la temporada 2010 l'equip va aconseguir arribar a la final de la Copa MLS però va perdre per 2-1 contra els Colorado Rapids. El 2016 el FC Dallas va guanyar l'Escut dels seguidors de l'MLS i la US Open Cup.
Anomenats els toros, la seva mascota és un toro que es diu Tex Hooper i en el seu escut hi apareix el cap d'un toro amb els colors de l'equip. El seu màxim rival és el Houston Dynamo amb qui disputa el derbi texà.

## Uniforme
- Uniforme titular: Samarreta vermella amb ratlles horitzontals blanques, pantalons vermells i mitges vermelles.
- Uniforme alternatiu: Samarreta blava amb ratlles horitzontals blanques, pantalons blaus i mitges blaves.

Evolució de l'uniforme titular
| 1996 | 1997 | 1998–1999 | 2000 | 2001–2002 | 2003–2004 | 2005 | 2006–2007 | 2008–2009 |

| 2010–2011 | 2012–2013 | 2014–2015 | 2016–2017 | 2018–2019 |  |

Evolució de l'uniforme alternatiu
| 1996 | 1997 | 1998–1999 | 2000 | 2001–2002 | 2003–2004 | 2005 | 2006–2007 | 2008–2009 |  |

| 2010–2011 | 2012–2014 | 2015–2016 | 2017–2018 |  |

## Estadis
- Cotton Bowl (1996–2002)
- Dragon Stadium (2003)
- Cotton Bowl (2004–2005)
- Toyota Stadium (2005—)

## Propietaris
- Major League Soccer (1996–2002)
- Hunt Sports Group (2003—)

## Palmarès
- US Open Cup (2): 1997, 2016
- Escut dels seguidors de l'MLS (1): 2016

## Entrenadors
- Dave Dir (1996–2000)
- Mike Jeffries (2001–2003)
- Colin Clarke (2003–2006)
- Steve Morrow (2006–2008)
- Marco Ferruzzi (2008) (interí)
- Schellas Hyndman (2008—)

## Futbolistes destacats
| - Arturo Alvarez (2005-2008) - Damián Álvarez (1997–1998) - Leonel Álvarez (1996, 1998–1999) - Duilio Davino (2008) - Chad Deering (1998–2003) - Denílson (2007) - Mark Dodd (1996–1999) - Cory Gibbs (2004) - Clarence Goodson (2004–2007) - Ariel Graziani (1999–2001) - Brian Haynes (1996-2000) - Shaka Hislop (2006-2007) - Eddie Johnson (2001–2005) - Jason Kreis (1996–2004) - Antonio Martínez (2000–2003) | - Roberto Miña (2005-2008) - Steve Morrow (2002-2003) - Ronnie O'Brien (2002-2006) - Óscar Pareja (1998–2005) - Jorge Rodríguez (1997–2002) - Carlos Ruiz (2005–2007) - Hugo Sánchez (1996) - Mark Santel (1996–2000) - Victor Sikora (2008) - Diego Soñora (1996-1997) - Alain Sutter (1997–1998) - John Jairo Trellez (1999) - Juan Toja (2007-2008) - Joselito Vaca (2001-2003) - Simo Valakari (2004–2006) |